# تپه امامزاده کسب
تپه امامزاده کسب مربوط به سده‌های اولیه، میانه و متاخر دوران‌های تاریخی پس از اسلام است و در شهرستان ملایر، بخش جوکار، دهستان جوکار، روستای کسب واقع شده و این اثر در تاریخ ۷ اسفند ۱۳۸۶ با شمارهٔ ثبت ۲۱۶۷۲ به‌عنوان یکی از آثار ملی ایران به ثبت رسیده است.